# 氯酸镨
氯酸镨是一种无机化合物，化学式为Pr(ClO3)3。它可在硫酸镨和氯酸钡的复分解反应中生成，反应生成的硫酸钡可以通过过滤出去。
它的二水合物为正交晶系晶体，空间群P212121，极易吸湿，但在撞击下不会分解。它在130~230 °C失水，并于245 °C分解。